# Rugaru
Rugaru (Rougarou) "Rugaru" zapravo nije indijanska riječ, već michifski izgovor francuske fraze "loup garou", što znači "čovjek-vuk". Neke priče o Rugaruu potječu iz francuskih legendi o vukodlacima, neke su adaptacije algonquijskih legendi o Windigu o ledenim čudovištima ljudožderima, a neke su kombinacija to dvoje. U većini legendi o Rugaruu kod Metisa se pretvara u Rugarua tako što ugleda drugog Rugarua, a ne da ga jedan ugrize (kao u francuskim legendama o vukodlacima) ili počini grijehe kanibalizma ili pohlepe (kao u legendama o algonkvinskim Windigoima).